# Ferrovia Weimar-Gera
La ferrovia Weimar-Gera è una linea ferroviaria tedesca, gestita dalla Deutsche Bahn.

## Caratteristiche

### Percorso
| Unknown route-map component "CONTfa" |

| Unknown route-map component "CONTfaq" | Unknown route-map component "ABZg+r" |  |

| Station on track |

|  | Unknown route-map component "ABZgl" | Unknown route-map component "CONTfq" |

| Unknown route-map component "hKRZWae" |

| Stop on track |

| Station on track |

| Station on track |

| Station on track |

| Unknown route-map component "STR+l" | Unknown route-map component "KRZo" | Unknown route-map component "CONTgeq" |

| One way leftward | Unknown route-map component "ABZg+r" |  |

| Station on track |

| Unknown route-map component "CONTgq" | Unknown route-map component "ABZgr" |  |

| Unknown route-map component "hKRZWae" |

| Unknown route-map component "SKRZ-Au" |

| Stop on track |

| Stop on track |

| Unknown route-map component "SKRZ-Au" |

| Stop on track |

| Unknown route-map component "SKRZ-Au" |

| Station on track |

| Unknown route-map component "SKRZ-Au" |

| Stop on track |

| Stop on track |

| Unknown route-map component "eHST" |

|  | Unknown route-map component "ABZg+l" | Unknown route-map component "CONTgeq" |

| Station on track |

| Continuation forward |

### Esplicative
1. ↑  Abbreviazione di Hauptbahnhof, «stazione principale».

### Bibliografiche
1. ↑  Eisenbahnatlas Deutschland, edizione 2009, Schweers + Wall

### Ulteriori approfondimenti
- (DE) Werner Drescher, Die Weimar-Geraer Bahn. Von der Privatbahn zum Teil der Mitte-Deutschland-Verbindung, Friburgo in Brisgovia, EK-Verlag, 2001, ISBN 3-88255-451-7.